# Morón (Argentina)
Morón es la ciudad cabecera del partido homónimo de la provincia argentina de Buenos Aires. Forma parte del área metropolitana de Buenos Aires y está ubicada al oeste de la Ciudad Autónoma de Buenos Aires.
Se la considera como «la Capital del Oeste», por su imponente centro bancario, financiero y de poder político y judicial en la provincia de Buenos Aires. Su infraestructura abarca desde numerosos parques industriales y fábricas hasta grandes galerías comerciales, supermercados, hipermercados, centros comerciales, cines, restaurantes, teatros y autopistas.
La estación Morón de la línea Sarmiento es una de las más transitadas del Área Metropolitana de Buenos Aires, si bien no llega al nivel de los centros de transbordo de Constitución, Retiro y Once, en la Ciudad de Buenos Aires.
Por otro lado, las zonas residenciales de Morón se encuentran ubicadas del lado sur, donde se emplazan amplias casas, chalets, dúplex y torres de viviendas en altura, rodeadas por vastas y frondosas arboledas.

## Etimología
Como muchas otras localidades de la provincia de Buenos Aires, esta zona fue tomando los nombres de quienes fueron sus primeros pobladores. Lo curioso es que llegaron a coexistir tres nombres para el lugar a mediados del siglo XVIII: Cañada de Juan Ruiz, Cañada de Oliva y Cañada de Morón. Juan Ruiz fue el primer vecino en recibir tierras sobre el arroyo Morón. El capitán Juan de Oliva era un comerciante propietario de una chacra que se extendía desde el arroyo Morón hasta el río Reconquista; el nombre se usó a fines del siglo XVII y comienzos del XVIII. La denominación que finalmente perduró se debe al capitán Diego Morón, ya que su viuda (Isabel Torres Briseño) fue propietaria de una fracción de las tierras que habían pertenecido a Juan Ruiz. La familia Igarzábal fue notable y destacada en la fundación del partido.
Existen otras versiones no tan aceptadas sobre el origen del nombre: 
- Montículo de tierra: según esta, proviene de la palabra morón (cuyo significado es 'montículo de tierra'), por las lomadas que caen sobre el arroyo. Esta razón es desestimada, ya que estas lomadas no son una característica distintiva del lugar, sino de toda la región pampeana.
- Deformación de Morán: Pedro Morán fue propietario de unas tierras sobre el río Reconquista; según el historiador Didier Villegas, este apellido habría luego mutado en Morón.
- El pueblo andaluz: Morón es el nombre de un pueblo de Andalucía; Eusebio Giménez asegura que el nombre actual se debe entonces al origen de los primeros pobladores de la zona.
- San Pedro de Morón: El fallecido periodista local Adolfo Farías Alem insinuaba que el nombre se debió a que Petrona Piña de Aguilar, bisnieta del capitán Juan Ruiz de Ocaña, tenía especial veneración por San Pedro de Morón, su santo de nacimiento.

## Historia
Los primeros pobladores de estas tierras fueron los querandíes, pueblo aborigen nómada. La presencia de un curso de agua como es el arroyo Morón en la zona fue un punto de atracción para estas poblaciones.
Tras haber refundado Buenos Aires, Juan de Garay repartió las tierras de la zona, dejando como primer dueño de estos lares al capitán Juan Ruiz de Ocaña. La zona del actual Morón fue privilegiada en cuanto a caminos, ya que pronto se encontró conectada al Camino Real que iba desde Buenos Aires a Córdoba, y a comienzos del siglo XVII se habían construido algunos caminos secundarios. Hasta 1740 la zona estuvo expuesta a los malones y, aunque no hay evidencias concretas, se presume que hasta ese entonces existió un fortín en el lugar.

### Génesis del pueblo
Las estancias de la zona, por norma, debían ser agrícolas; sin embargo, esto no era respetado, lo que ocasionó numerosos trastornos por la falta de alambrados entre vecinos. El partido de Cañada de Morón fue creado en 1785, tras lo cual su territorio fue mutando entre fusiones y escisiones.
El pueblo de Morón no solo era un lugar de paso en el Camino Real, sino que por allí debía atravesarse el río Reconquista. Esta situación fue crucial en los inicios, ya que motivó el establecimiento de una posta para el recambio de caballos y, en 1771, el vecino Pedro Márquez creó el primer puente para sortear el río (ubicado en las cercanías de la intersección de las actuales autopistas Del Buen Ayre y Gaona), hecho de madera.
Para 1824, la iglesia católica tenía hecho un relevamiento del lugar. El padre Juan Antonio Presas, por muchos años vicario de la diócesis de Morón e historiador, escribió que Morón era elegido como casa de descanso por porteños pudientes, lo cual dejó como consecuencia buenos caminos que comunicaban con Buenos Aires; también destacó que estas casas de veraneo contrastaban con los numerosos ranchos del lugar.
En Morón se desarrollaron dos batallas muy importantes en la guerra entre unitarios y federales. La primera fue en el Puente Márquez, el 26 de abril de 1829, donde las tropas federales de Juan Manuel de Rosas vencieron a las del unitario Juan Lavalle. La segunda fue la batalla de Caseros, en lo que hoy es el partido de Tres de Febrero. La gente del lugar hacía un verdadero culto de su líder Juan Manuel de Rosas.

### Crecimiento del pueblo
Durante la época de Rosas la agricultura tomó mayor importancia, impulsada sobre todo por el crecimiento poblacional de la cercana Buenos Aires, que demandaba cada vez más cereales. La ganadería, en cambio, quedó relegada a las tierras del oeste, en lo que hoy es el partido de General Las Heras. Hacia 1859 el ferrocarril llega a Morón, dando un definitivo impulso a la localidad, donde seguía conviviendo su condición turística con la agricultura. Fue de mucha relevancia la inmigración italiana, situación que se ve claramente en la creación de una sociedad de Socorros Mutuos en 1867. A fines del siglo XIX, Morón ya no era la única parte urbana del partido: se habían creado Ituzaingó, Hurlingham y Haedo. En tanto, para 1895 la población urbana superó por primera vez a la rural. A lo largo de los años, varias familias muy conocidas y características de Morón dieron el puntapié inicial para consolidar el desarrollo económico, social y político de la ciudad, ya fuera por los clásicos comercios o, en algunos casos, desde la actividad política. Algunas de esas familias fueron: los Casullo, Grant, Boatti, García Silva, Furlán, Corbino, Speratti, Bravo, Peralta, Giménez, entre otras.
El cura Romero, el 31 de julio de 1868, luego de una trágica epidemia de cólera que azotó a toda la Argentina como secuela de la Guerra de la Triple Alianza, colocó en solemne ceremonia la piedra fundamental del tercer y actual templo, ante las autoridades locales y el pueblo, y padrino de la misma el gobernador de la Provincia Adolfo Alsina.
El templo fue librado al culto en 1871 y terminado cuando finalizó la construcción de sus dos torres, en 1885. El 15 de agosto de 1944 fue consagrado.

### Industrias y barrios de Morón
La cercanía con el gran centro de consumo de Buenos Aires y las buenas comunicaciones permitieron el crecimiento de la actividad industrial en Morón, sobre todo con el proceso de industrialización nacional ocurrido tras la depresión de 1929. Entre 1947 y 1960 Morón prácticamente triplicó su población.

## Geografía

### Población
El censo nacional de 2010 arrojó la cifra de 122 642 habitantes para la ciudad de Morón. 

### Ubicación
La ciudad de Morón se encuentra en la zona oeste del Gran Buenos Aires, a 17 kilómetros de la ciudad de Buenos Aires, capital nacional. Las coordenadas de la ciudad son 34°36′59″S 58°37′04.0″O / -34.61639, -58.617778 y su altura media sobre el nivel del mar es de 26 m.
El contexto geográfico y climático de Morón es el de la pampa ondulada, dentro de la Llanura Pampeana, e hidrográficamente se encuentra emplazada en la cuenca del Plata.
Municipios limítrofes con Morón:
Limita al sur por la Avda. Don Bosco con las localidades de Rafael Castillo y Villa Luzuriaga (La Matanza), al este con la ciudad de Haedo por las calles Juan Martín de Pueyrredón y Dr. Guillermo Rawson, y al norte y oeste con la ciudad de Castelar por las Avdas. Cañada de Juan Ruiz, Bernardo de Irigoyen, Marcelino Ugarte y Eva Perón.
| Norte: Tres de Febrero, Castelar      |  |             |
| Oeste: Ituzaingó                      |  | Este: Haedo |
| Sur: Rafael Castillo, Villa Luzuriaga |  |             |

### Morón Centro

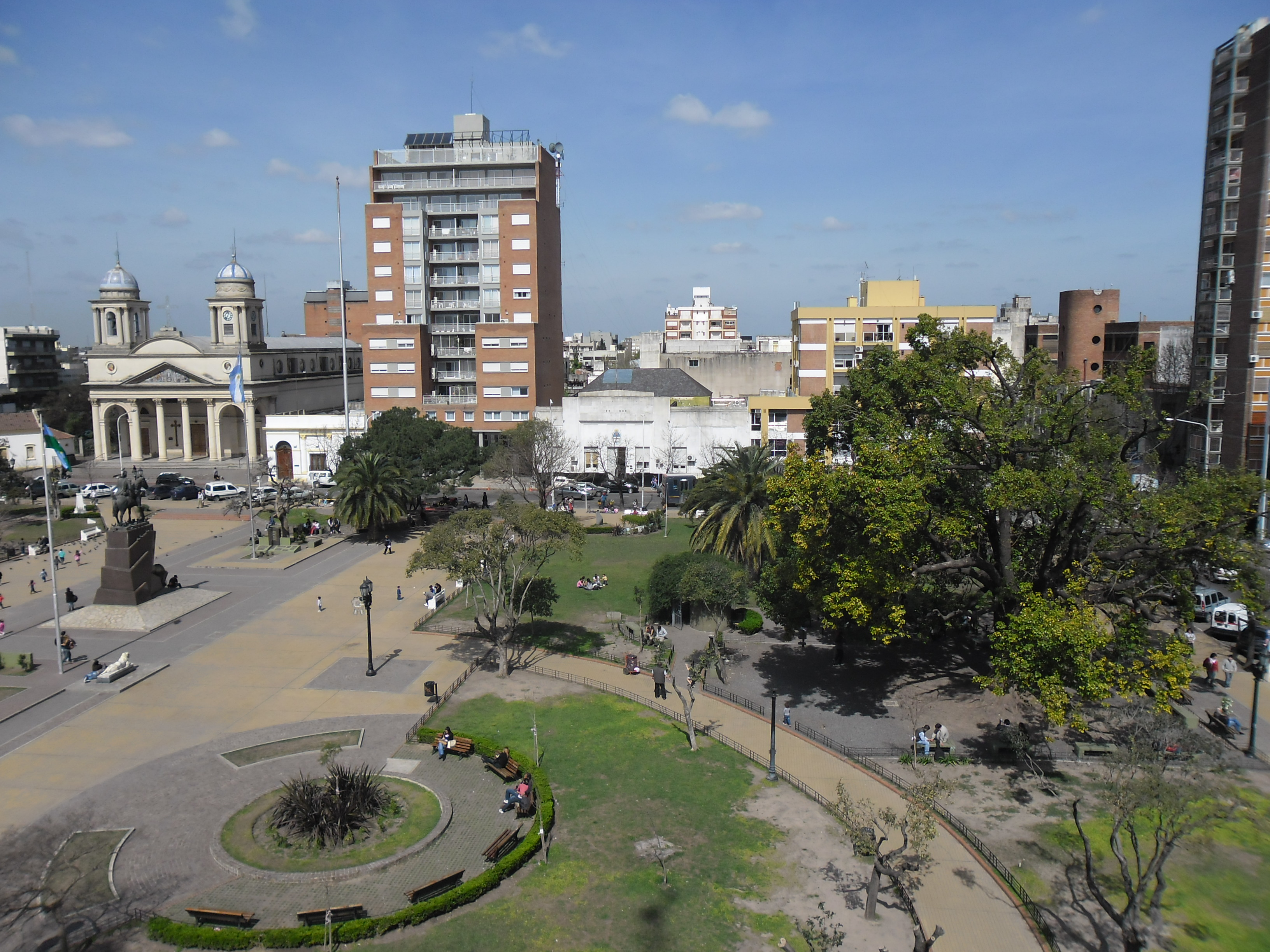
Plaza del Libertador General San Martín

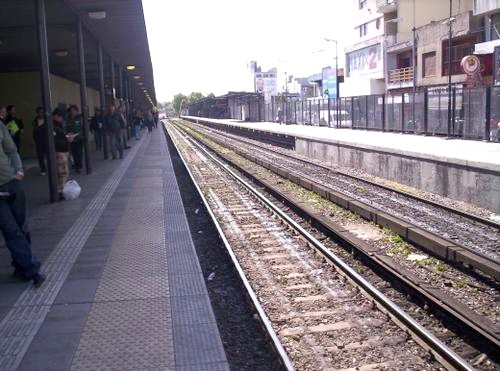
Estación Morón

El centro de la ciudad se extiende alrededor de la estación ferroviaria correspondiente a la Línea Sarmiento. Numerosos pasajeros concurren a la estación cada día, convirtiéndola en la más transitada de la línea, al encabezar el ranking de ventas de boletos del ferrocarril. En sus inmediaciones, especialmente frente a la Plaza La Roche, se encuentran las paradas de más de 30 líneas de colectivos; estas también se extienden por la Avda. Rivadavia y las calles aledañas. De la esquina de Avda. Rivadavia y Rep. Oriental del Uruguay parten ómnibus hacia destinos del interior del país.

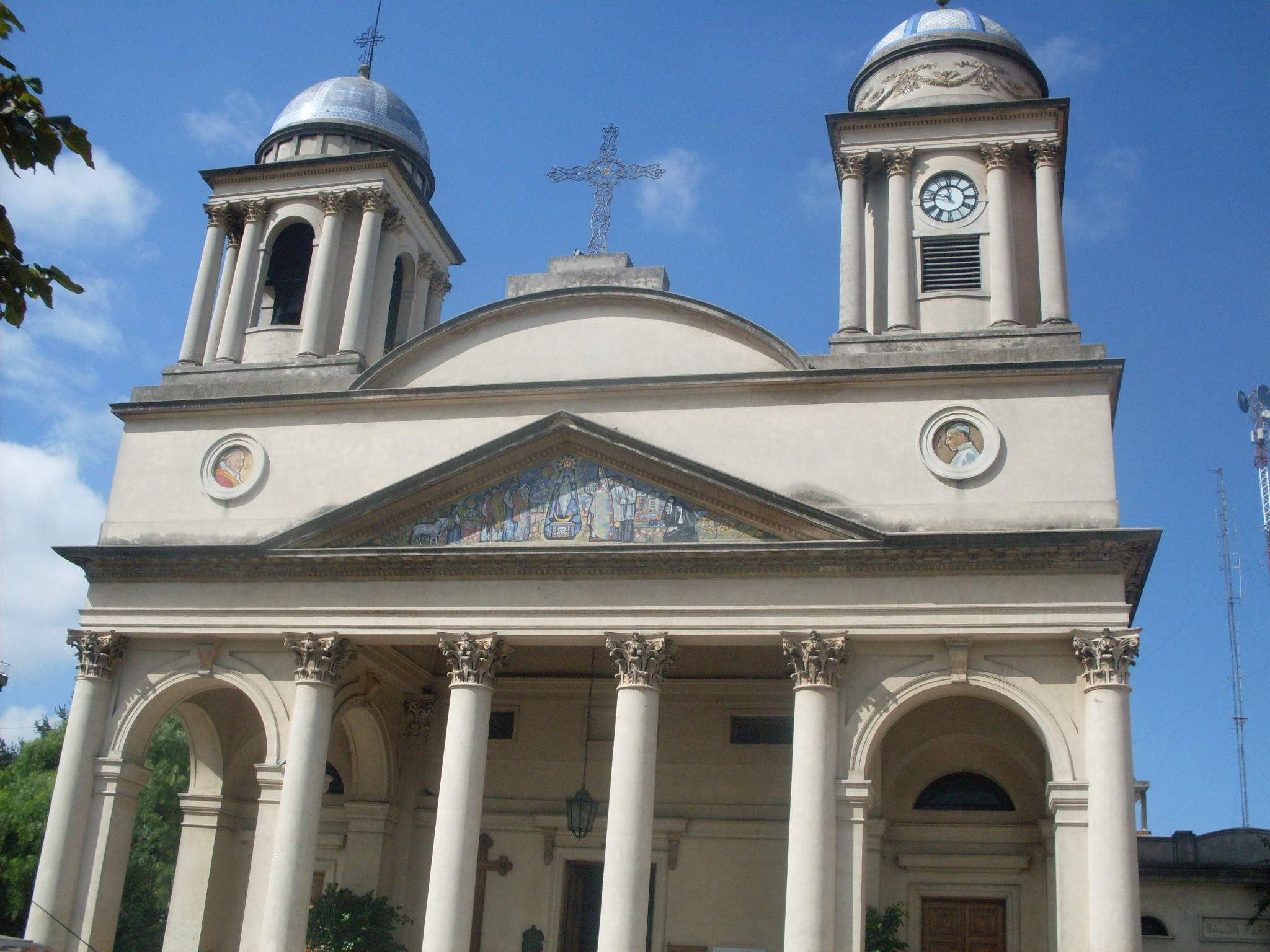
Catedral Basílica Inmaculada Concepción del Buen Viaje

Su centro también se extiende hacia la Plaza del Libertador General San Martín, ubicada entre las calles Alte. Brown, Gral. Belgrano, Nuestra Señora del Buen Viaje y Gral. San Martín. Sobre el lado norte de la plaza se erige el Palacio Municipal del partido de Morón, mientras del lado sur, sobre Nuestra Señora del Buen Viaje, se levanta la Catedral Basílica Inmaculada Concepción del Buen Viaje. En medio de la plaza se encuentra una estatua ecuestre del Libertador General San Martín y, en la esquina que da a la Catedral Basílica, una representación del Gallo de Morón. Ornaba la plaza un enorme ombú bicentenario hasta que, en el verano de 2006, pereció víctima de la impericia y la falta de cuidados durante unos trabajos de remodelación bajo la gestión del intendente Martín Sabbatella.
Su centro comercial se encuentra mayormente sobre la Avda. Rivadavia y las calles Alte. Brown, Gral. Belgrano, 9 de Julio y 25 de Mayo; allí se hallan numerosos negocios y galerías comerciales.
A 500 metros de la estación hacia el oeste, se encontraba el viejo Estadio Francisco Urbano del Club Deportivo Morón. A un lado del puente Moisés Lebensohn se halla el Palacio de Tribunales del Departamento Judicial Morón, siendo Morón la cabecera de este departamento judicial que abarca los partidos de Merlo, Hurlingham e Ituzaingó.
En las calles Córdoba y Monte se encuentra el hospital municipal Ostaciana B. de Lavignolle.

### Barrio Viejo Urbano

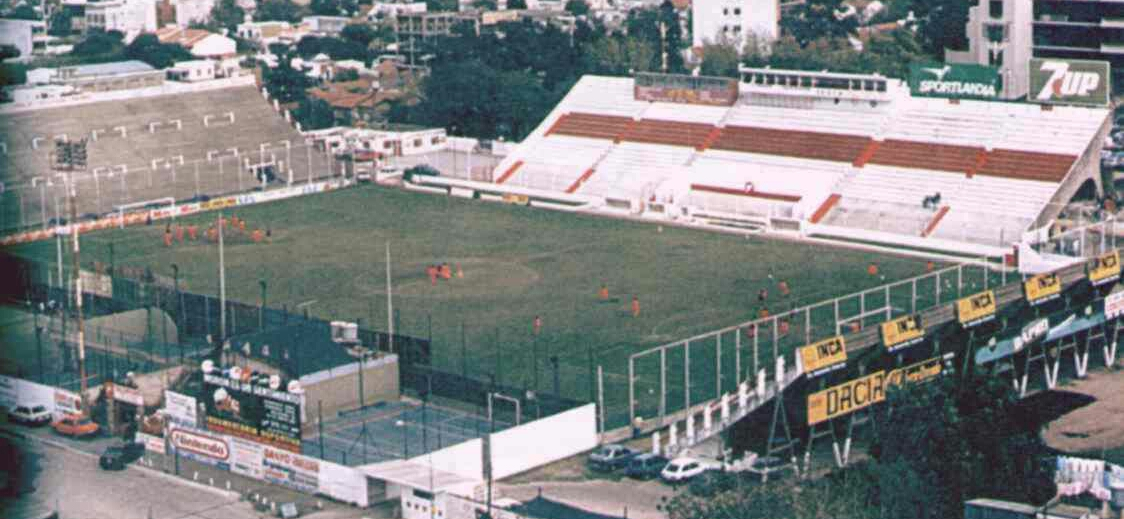
La vieja cancha de Morón hoy está situada en el Barrio Viejo Urbano

Es uno de los barrios que hay en Morón (algunos se los confunden con Morón Centro), que nació en 2018 gracias al consejo deliberante de Morón, que aceptó la propuesta de unos fanas del Gallo que querían un barrio con el nombre de la cancha. Los límites del barrio son el Ferrocarril Sarmiento, las cales Bernando de Irigoyen, Santa María de Oro, Av. Eva Perón (ex Av. Pierrestegui), y la calle Casullo. En el barrio se encuentra la nueva cancha, y la vieja (hoy Coto Morón). 
La escencia de barrio es que, al recorrer sus calles, las personas se encuentran con murales del Deportivo Morón, y casi siempre con la frase "Barrio Viejo Urbano".

### Morón Norte
Morón Norte es una pequeña parte de la localidad: tiene forma triangular, delimitada por las vías del ferrocarril, la calle Dr. Rawson y la Avda. Cañada de Juan Ruiz. En este barrio se encuentra la Universidad de Morón, el centro de estudios universitarios privado más importante del oeste del Gran Buenos Aires. Hacia el este, en el límite con la ciudad de Haedo, se encuentra La Cantábrica, el Parque Industrial del partido. Hacia el oeste corre la Avda. Brigadier Juan Manuel de Rosas, perteneciente al Camino de Cintura (Ruta Provincial 4,) siendo la vía de salida y entrada más importante de la ciudad hacia la Autopista del Oeste.

### Morón Sur
En los planos catastrales se considera Morón Sur a la porción de la localidad al sur de las vías del ferrocarril; sin embargo, la parte de la ciudad que llega hasta la Avda. Hipólito Yrigoyen puede considerarse como Morón Centro.
Al sur de la Avda. Hipólito Yrigoyen (Ruta Provincial 4) se encuentra la zona más residencial del partido.
También se sitúan aquí el Cementerio de Morón, y la entrada al Aeródromo (solamente la entrada a la Ex VII Brigada Aérea de Morón, ya que el resto pertenece a la ciudad de Castelar) en el cual aterrizó el general Juan Domingo Perón el 20 de junio de 1973, luego de su exilio en España. Algunos de sus barrios son: Luz y Fuerza, Gervasio Pavón, Barrio a la Bandera, La Cabaña, Lib. Gral. San Martín y Merlo Gómez. La Avda. Don Bosco la separa del partido de La Matanza.

## Transporte
El transporte en la ciudad está gestionado por la municipalidad, aunque sus competencias presupuestarias no abarcan la red de trenes de larga distancia que entra en la ciudad. La ciudad de Morón está conectada con la provincia de Buenos Aires y con el resto del país por medio de una red de comunicaciones terrestres.

### Transporte terrestre
- Colectivos: Morón es un centro comercial muy importante dentro del conurbano bonaerense. Por lo que cuenta con un gran número de líneas de colectivo que circulan diariamente por la urbe.
- Las líneas de colectivos que recorren Moron son: 1, 97, 136, 153, 163, 166, 236, 238, 242, 244, 269, 298 302, 303, 317, 320, 336, 338, 392, 395, 441, 443B, 461, 462, 463, 464, 634 y 635

- Trenes: El otro medio masivo utilizado para acceder a la ciudad es la red ferroviaria, dentro del cual el Partido de Morón concentra diversas líneas estatales como Sarmiento, San Martín, Roca y Belgrano Sur.

#### Accesos
Accesos viales
- Acceso Oeste (Autopista del Oeste).
- Avenida Rivadavia (este a oeste).
- Camino de Cintura (norte a sur).

Accesos ferroviarios
- Línea Sarmiento:
  - Estaciones de Haedo, Morón y Castelar

(Las tres estaciones comprenden el ramal Once-Moreno que se comunica con los ramales Merlo-Lobos y Moreno-Mercedes)
- Línea San Martín:
  - Estación de El Palomar

(Comprende el ramal Retiro-Pilar)
- Línea Roca:
  - Estación de Haedo

(Comprende el ramal Haedo-Temperley)
- Línea Belgrano Sur:
  - Estación de Merlo Gómez

(Comprende el ramal Buenos Aires-Marinos del Crucero Gral. Belgrano)

## Organización político-administrativa
Según la Constitución de la Nación Argentina de 1994, se reconoce la autonomía de cada municipalidad.
La ciudad de Morón está gobernada por la Municipalidad de Morón, cuyos representantes se eligen cada cuatro años por sufragio universal de todos los ciudadanos mayores de 18 años de edad. Como ciudad cabecera del partido, es la sede de este órgano, que está presidido por el intendente, Lucas Ghi
Lista de intendentes desde 1983
| Intendente            | Inicio del mandato      | Fin del mandato         | Partido | Partido               | Alianza                 | Alianza                                             |
| --------------------- | ----------------------- | ----------------------- | ------- | --------------------- | ----------------------- | --------------------------------------------------- |
| Norberto García Silva | 10 de diciembre de 1983 | 10 de diciembre de 1987 |         | Unión Cívica Radical  | Unión Cívica Radical    | Unión Cívica Radical                                |
| Juan Carlos Rousselot | 10 de diciembre de 1987 | 19 de abril de 1989     |         | Partido Justicialista |                         | Frente Justicialista Renovador                      |
| Joaquín Ignacio Arias | 19 de abril de 1989     | Inicios de 1990         |         | Partido Justicialista | Partido Justicialista   | Partido Justicialista                               |
| César Adolfo Acosta   | 1990                    | 1991                    |         | Partido Justicialista | Partido Justicialista   | Partido Justicialista                               |
| Juan Carlos Rousselot | 10 de diciembre de 1991 | 22 de marzo de 1999     |         | Partido Justicialista |                         | Frente Justicialista Federal                        |
| Guillermo Crespo      | 23 de marzo de 1999     | 10 de diciembre de 1999 |         | Partido Justicialista | Partido Justicialista   | Partido Justicialista                               |
| Martín Sabbatella     | 10 de diciembre de 1999 | 10 de diciembre de 2009 |         | Nuevo Morón           |                         | Alianza para el Trabajo, la Justicia y la Educación |
| Martín Sabbatella     | 10 de diciembre de 2003 | 10 de diciembre de 2009 |         | Nuevo Morón           | Frente para la Victoria |                                                     |
| Lucas Ghi             | 10 de diciembre de 2009 | 10 de diciembre de 2015 |         | Nuevo Encuentro       | Frente para la Victoria |                                                     |
| Ramiro Tagliaferro    | 10 de diciembre de 2015 | 10 de diciembre de 2019 |         | Propuesta Republicana |                         | Cambiemos Buenos Aires                              |
| Lucas Ghi             | 10 de diciembre de 2019 | 10 de diciembre de 2023 |         | Nuevo Encuentro       |                         | Frente de Todos                                     |
| Lucas Ghi             | 10 de diciembre de 2023 | En el cargo             |         | Nuevo Encuentro       | Unión por la Patria     |                                                     |

- Fuente:  Archivado el 18 de junio de 2016 en Wayback Machine.

## Parroquias de la Iglesia católica en Morón
| Diócesis   | Morón |
| ---------- | --- |
| Parroquias | Catedral basílica Inmaculada Concepción del Buen Viaje, María Reina, Virgen de las Flores, San Pedro Apóstol, Señor de los Milagros, María Madre de la Iglesia, Inmaculado Corazón de María, San José, Nuestra Señora de Luján, Sagrada Familia |